# کاپان
کاپان (به ارمنی: "Կապան") یک شهرک در جنوب‌غربی ارمنستان و مرکز استان سیونیک است آن در ۳۱۶ کیلومتر (۱۹۶ مایل) جنوب پایتخت ایروان واقع شده‌است. کاپان در منطقه‌ای جنگلی و در ریزشگاه دو رودخانه واقع شده‌است. این شهرک در دوره شوروی قاپان نامیده می‌شد.

## تاریخچه
از محدوده کاپان فعلی برای نخستین بار در سده پنجم میلادی بعنوان زیستگاهی کوچک یاد شده‌است. کاپان که زمانی یک شهر پر جنب و جوش معدنکاری بود در پایانه‌های سده ۱۹و با سرمایه فرانسویان ساخته شد. این شهر با اینکه از یک معماری شوروی گونه برخوردار است اما نمودی نسبتاً خوب دارد. در میدان اصلی این شهر هتلی بلند و یک موزه قرار دارد.
در کناره غربی شهر بر روی تپ‌های در جنوب رود وُغجی ویرانه‌های دژ هالیدزور بجا مانده‌است. این ساختمان که در سده ۱۷ به‌عنوان یک صومعه ساخته شده بود در آغاز سده ۱۸ قرارگاه داویت بک سردسته جنگجویان آزادی‌بخش ارمنی علیه عثمانیان شد.
نام اصلی این شهر در زمان قاجارها معدن بوده که بعدها به قاپان و از سال ۱۹۹۱ به کاپان تغییر یافته‌است.

## اماکن
چندین کلیسای قدیمی دیگر نیز در این منطقه موجود است.
سرکنسولگری ایران در کاپان از اماکن مهم دیپلماتیک در ارمنستان است.

## شهرهای خواهرخوانده
- گلندیل، کالیفرنیا، ایالات متحده آمریکا[۲]
- باریساو، بلاروس

## نگارخانه

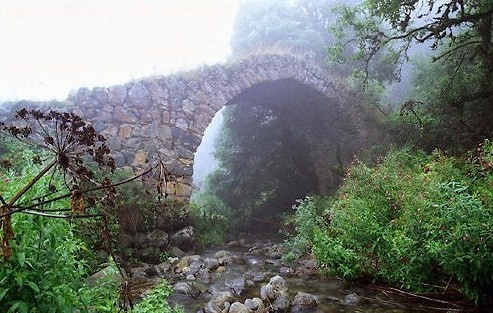
پل تاریخی در کاپان
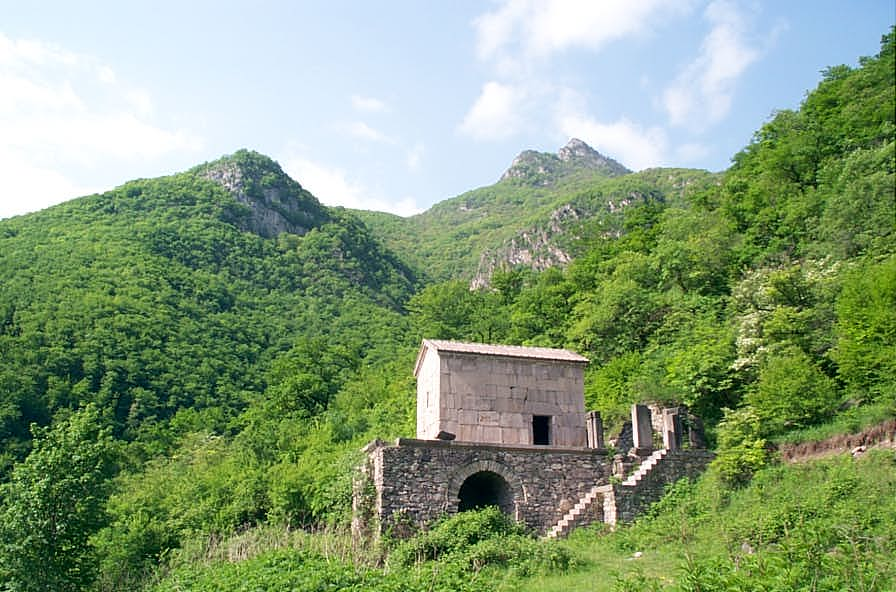
صومعه واهاناوانک
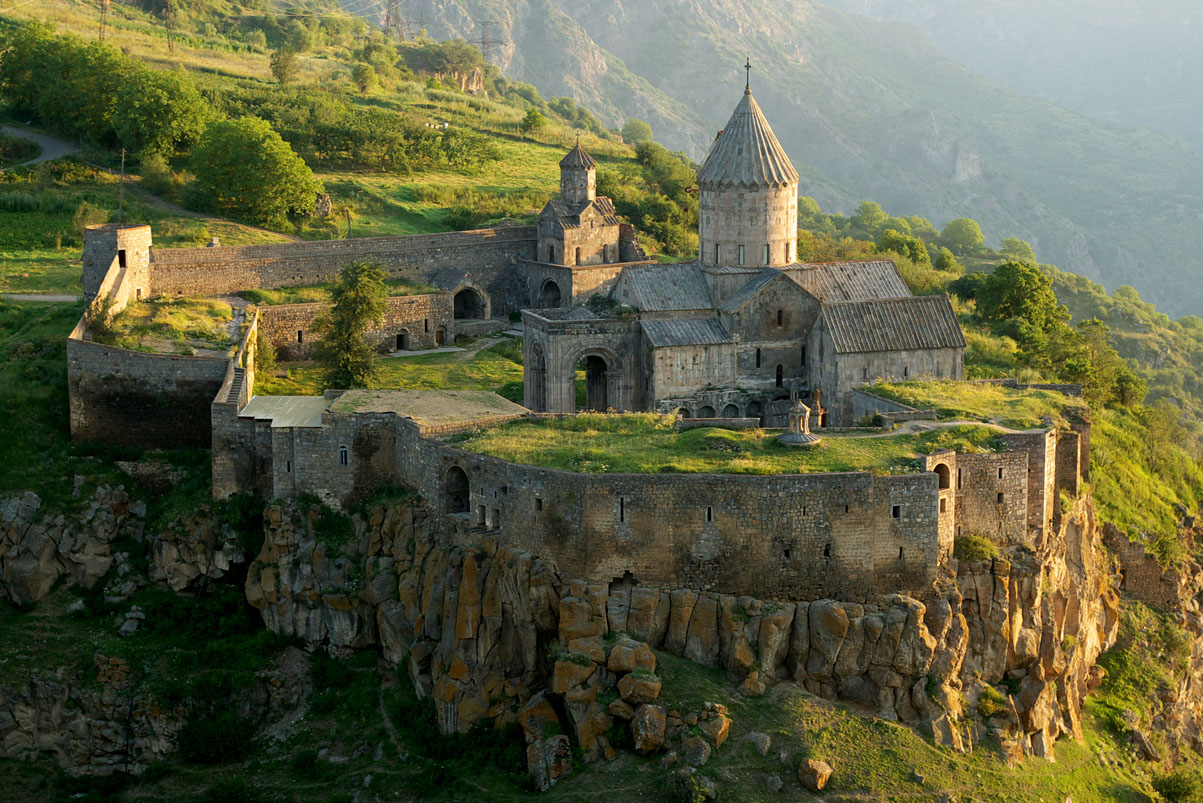
صومعه تاتو نزدیکی کاپان
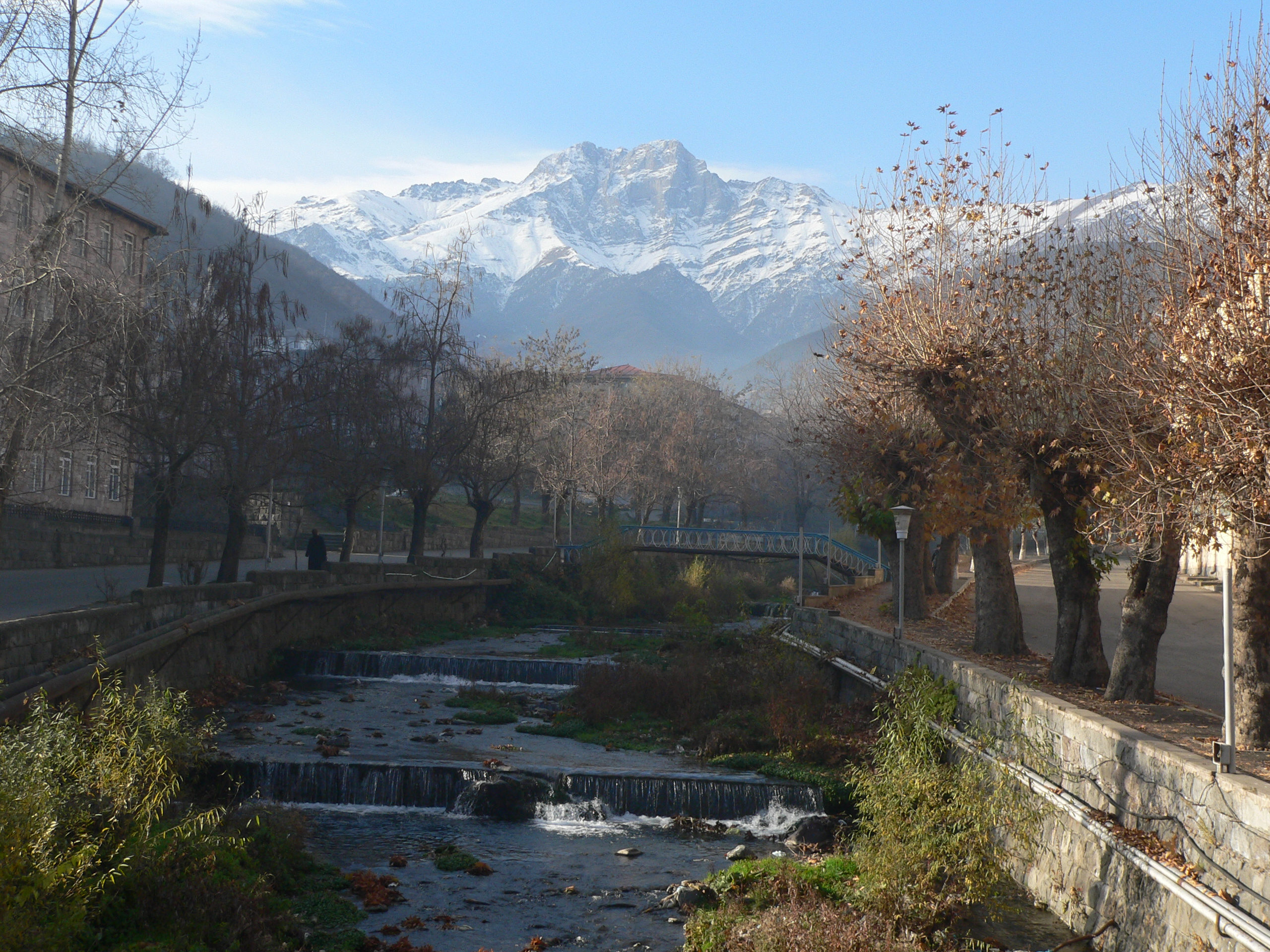
نمای کوه خوستوپ از کاپان]]
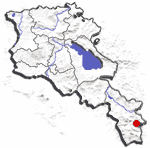
موقعیت کاپان در ارمنستان
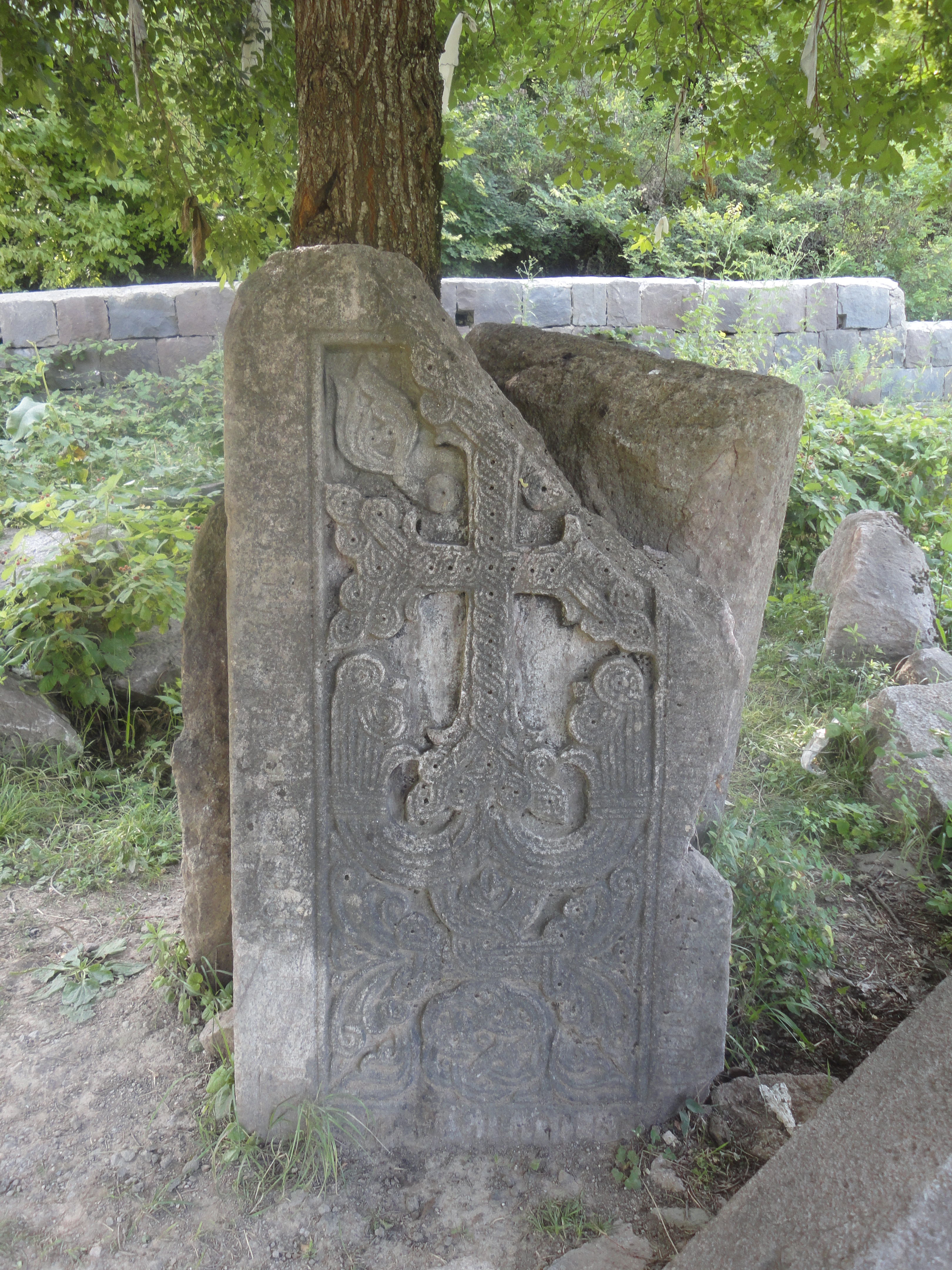
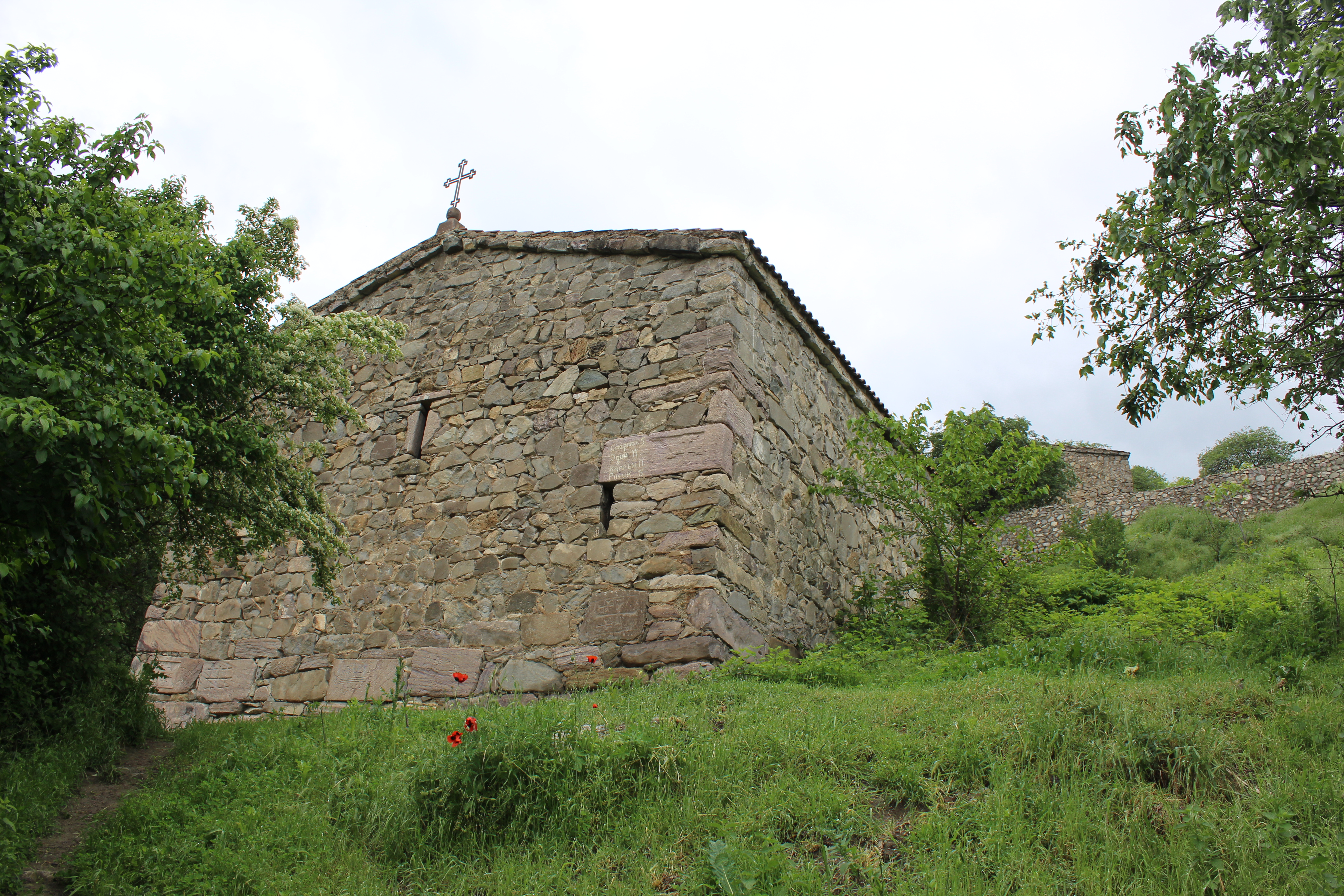
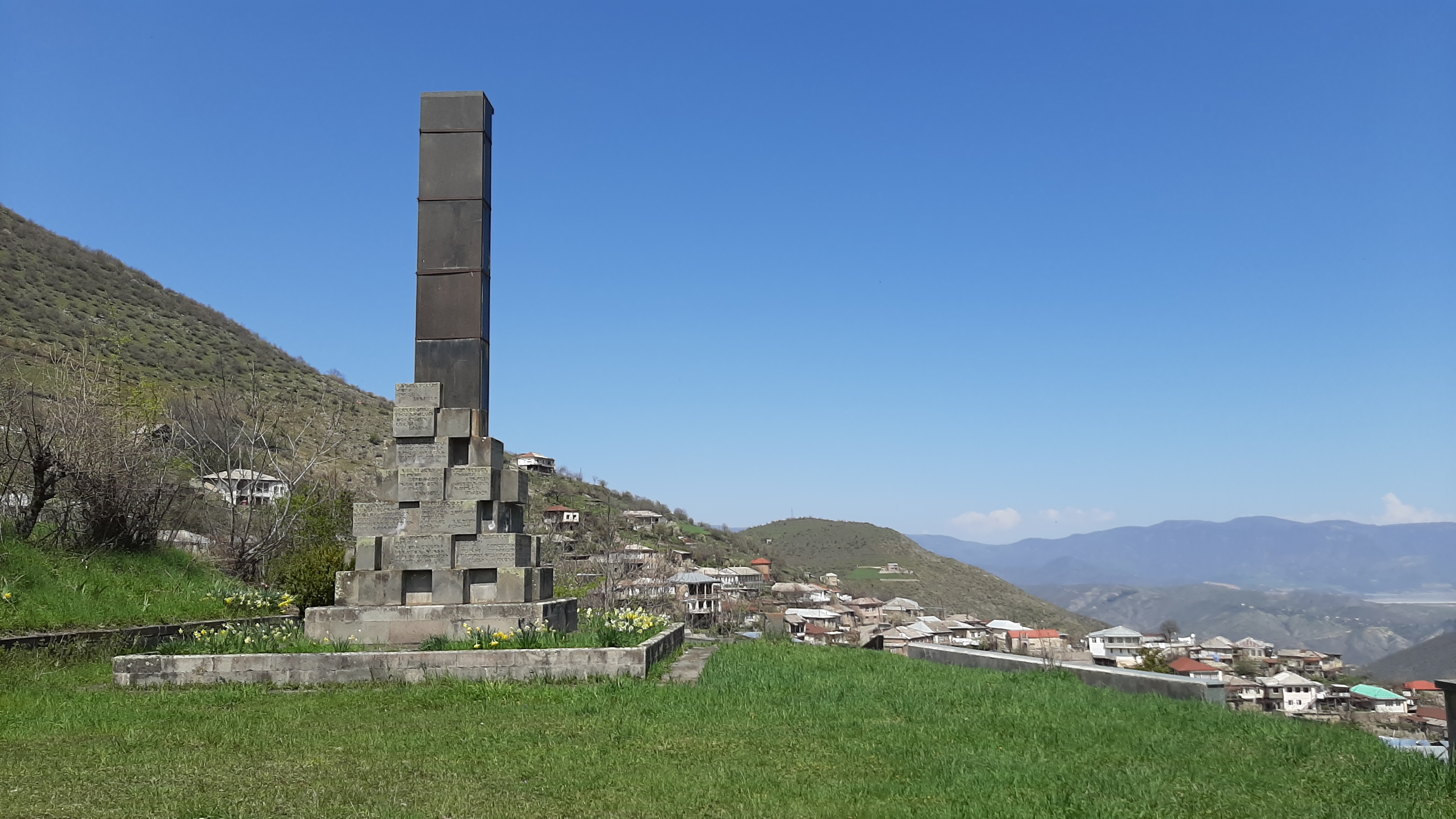
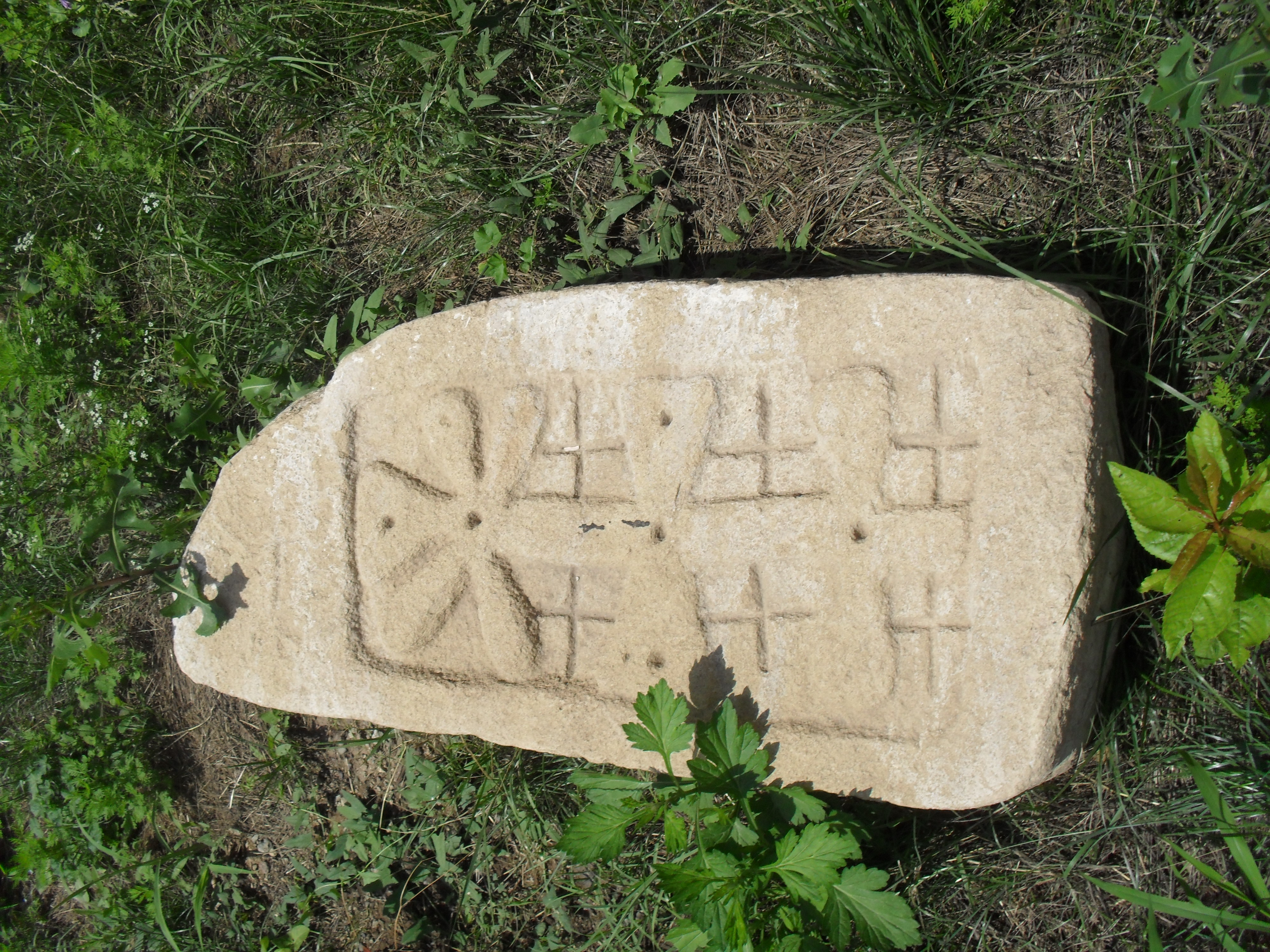
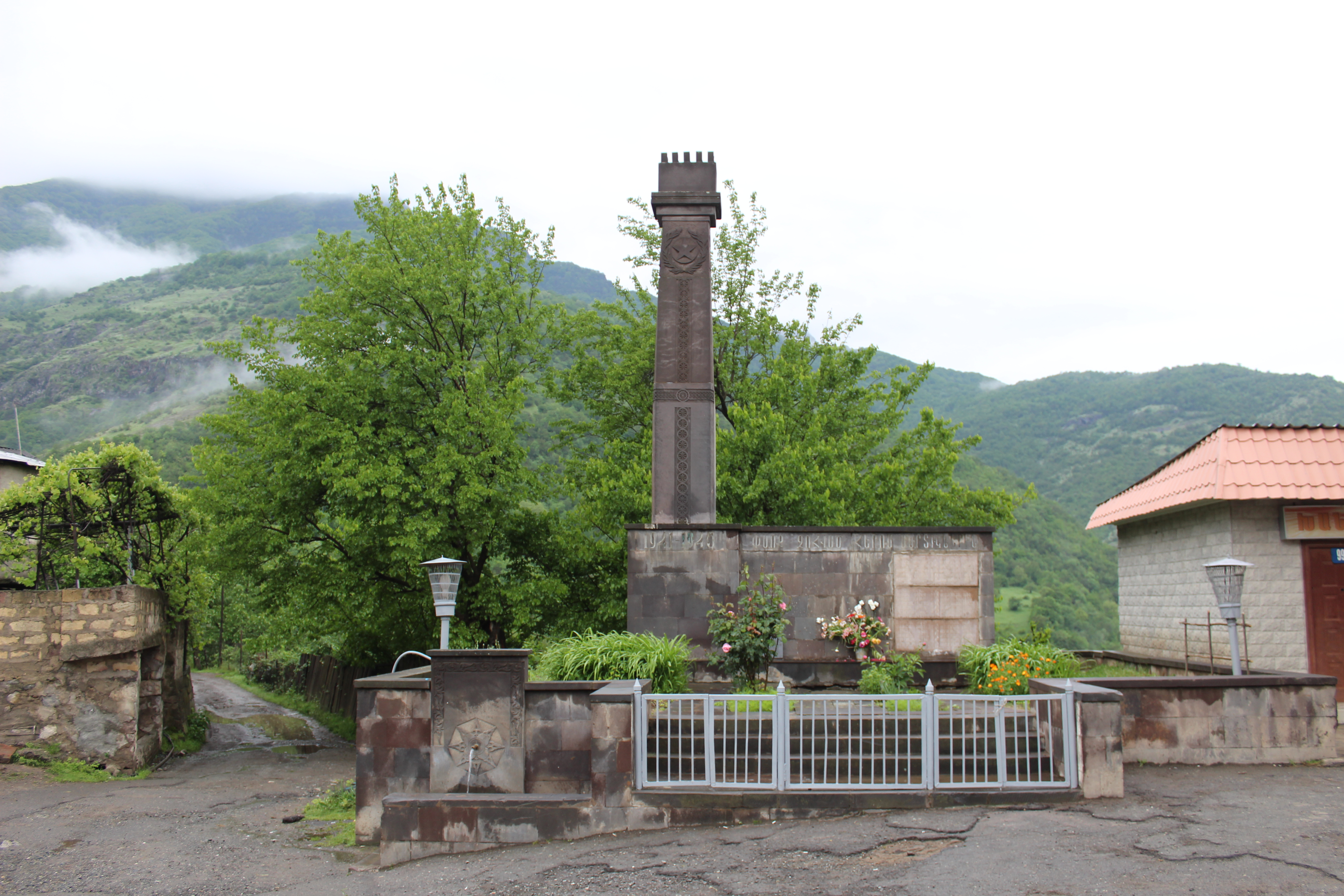
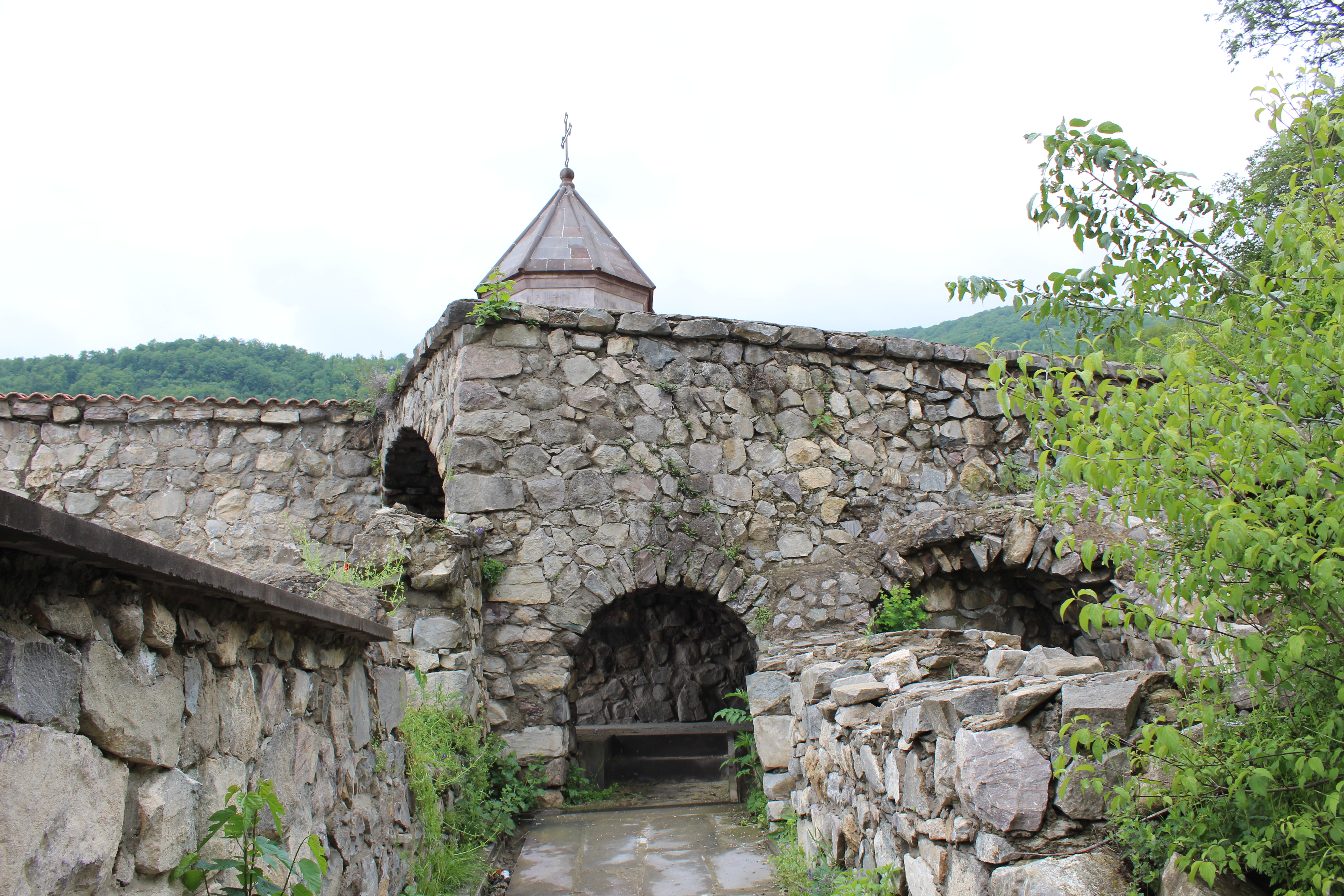